# The Pyramid of Darkness
The Pyramid of Darkness – cykl 5-odcinków rozpoczynających pierwszy sezon serialu G.I. Joe. Wszystkie 22 minutowe odcinki składają się na jedną historię.

## Fabuła
Terrorystyczna organizacja Cobra próbuje zawładnąć światem poprzez aktywację tytułowej "Piramidy Ciemności". Dokonać tego może jedynie przez ustawienie na 4 krańcach świata sześcianów i połączenie ich z kosmiczną stacją Delta. W tym samym czasie Shipwreck i Snake Eyes dostają się do podwodnej bazy organizacji Cobra.

## Tytuły odcinków
W nawiasie data premiery
1. The Further Adventures of G.I. Joe (9/16/1985)
2. Rendez-vous in the City of the Dead (9/17/1985)
3. Three Cubes to Darkness (9/18/1985)
4. Chaos in the Sea of Lost Souls (9/19/1985)
5. Knotting Cobra's Coils (9/20/1985)

## Obsada
- Christopher Collins (Cobra Commander, Breaker, Gung-Ho)
- Bill Ratner (Flint)
- Jackson Beck (Narrator)
- Bill Morey (Mutt)
- B.J. Ward (Scarlett)
- Arthur Burghardt (Destro)
- Corey Burton (Tomax)
- Mary McDonald Lewis (Panna Jaye)
- Zack Hoffman (Zartan)
- Michael Bell (Duke)
- Lee Weaver (Alpine)
- John Hostetter (Bazooka)
- Neil Ross (Dusty)
- Michael Bell (Robot strażnik, Xamot)
- Neil Ross (Shipwreck)
- Frank Welker (Polly)